# B.J. Raji
Busari Raji Jr., detto B.J. (New York, 11 luglio 1986), è un ex giocatore di football americano statunitense che ha militato nel ruolo di nose tackle per i Green Bay Packers della National Football League (NFL), con cui ha vinto un Super Bowl. Dopo aver giocato al Boston College a livello collegiale, fu scelto dai Packers come nono assoluto nel Draft NFL 2009.

## Carriera

### Green Bay Packers
Al draft NFL 2009, Raji fu selezionato come 9ª scelta assoluta dai Green Bay Packers, debuttando nella NFL il 27 settembre 2009 contro i St. Louis Rams e indossando la maglia numero 90. Nel suo primo anno le sue prestazioni furono limitate a causa di un problema alla caviglia.
Al suo secondo anno divenne un perno fondamentale per la difesa vincitrice del Super Bowl, terminando con i primati personali per tackle (39) e sack (6,5).
Durante la partita della settimana 11 della stagione 2011 contro i Tampa Bay Buccaneers il 20 novembre, Raji segnò un touchdown su corsa. Divenne solamente il quarto uomo della linea difensiva a segnare un touchdown su corsa dalla fusione tra NFL e AFL nel 1970. A fine anno fu convocato per il suo primo Pro Bowl dopo avere disputato per il secondo anno consecutivo tutte le 16 partite come titolare, con 22 tackle e 3 sack.
Nel 2012 e 2013, Raji disputò complessivamente 30 partite, tutte come titolare, non mettendo a segno però alcun sack e terminando nel 2013 con un minimo in carriera di 17 tackle.
Il 14 marzo 2014, Raji firmò coi Packers un rinnovo contrattuale di un anno del valore di 4 milioni di dollari. Durante la seconda gara della pre-stagione 2014 contro gli Oakland Raiders però, si ruppe un tricipite, venendo costretto a perdere l'intera annata.

## Palmarès

### Franchigia
- Super Bowl : 1

Green Bay Packers: Super Bowl XLV
- National Football Conference Championship: 1

Green Bay Packers: 2010

### Individuale
- Convocazioni al Pro Bowl: 1

2011
- PFWA All-Rookie Team - 2009